# Корі Барлоґ
Корі Барлоґ (англ. Cory Barlog; нар. 2 вересня 1975, Сакраменто, Каліфорнія, США) — американський ігровий дизайнер, директор і сценарист. Він працював аніматором у кіноіндустрії перш ніж розпочати кар'єру в індустрії відеоігор. У 2003 році Барлоґ приєднався до SCE Studio Santa Monica, однієї зі студій Sony Computer Entertainment, де став провідним аніматором God of War (2005), першої частини однойменної франшизи. Після цього він обійняв посаду ігрового директора та співсценариста God of War II; за свою працю над сценарієм він отримав премію БАФТА. Барлоґ також зробив свій внесок у розробку God of War: Chains of Olympus, God of War III та God of War: Ghost of Sparta.
У 2007 році Барлоґ залишив Sony і став консультантом у різних проєктах. Деякий час він працював в Avalanche Studios Group над грою за мотивами франшизи «Шалений Макс», а згодом перейшов до Crystal Dynamics, де був призначений директором сінематиків Tomb Raider, перезапуску однойменної серії. У 2013 році Барлоґ заявив про своє повернення до SCE Studio Santa Monica, а наступного року став ігровим директором та співсценаристом God of War (2018). Гра, як і робота Барлоґа над нею, здобула загальне визнання та численні нагороди.

## Біографія
Корі Барлоґ народився 2 вересня 1975 року в Сакраменто, Каліфорнія, у сім'ї письменника Джеймса Барлоґа. У 1993 році він з'явився в епізодичній ролі у фільмі «Денний сеанс». Після завершення школи Барлоґ навчався в Колумбійському коледжі Чикаго, але кинув своє навчання, щоби знайти роботу. Незабаром він почав працювати в компанії з візуальних ефектів Dream Quest Images, займаючись анімацією персонажів для таких фільмів, як «Флаббер», «Могутній Джо Янг» та «Інспектор Гаджет». Після цього він розпочав кар'єру в індустрії відеоігор, спочатку працюючи аніматором в The 3DO Company, а згодом перейшовши до студії Paradox Development.
У 2003 році Барлоґ приєднався до SCE Studio Santa Monica, студії Sony Computer Entertainment, як провідний аніматор God of War (2005), першої частини однойменної франшизи. Він став ігровим директором God of War II та написав сценарій спільно зі своїм батьком Джеймсом і Маріанною Кравчик. За свою роботу над сценарієм Барлоґ отримав премію БАФТА. Він працював як креативний директор і співсценарист God of War: Chains of Olympus, але згодом його обов'язки директора перейшли до Ру Вірасурії. У листопаді 2007 року було повідомлено, що Барлоґ вирішив піти зі студії, щоби «реалізувати інші можливості». До цього він був ігровим директором God of War III та вів перші вісім місяців її розробки, встигнувши завершити початкові сценарій та дизайн, тоді як його місце зайняв Стіг Асмуссен. Після цього Барлоґ почав працювати як консультант у різних проєктах.
У березні 2008 року Барлоґ заявив, що співпрацює з кінорежисером Джорджем Міллером над створенням гри за мотивами майбутнього фільму Міллера «Шалений Макс: Дорога гніву». У 2009 році він близько пів року працював у компанії LucasArts, беручи участь у процесі створення історій та персонажів. Барлоґ написав сценарій до God of War: Ghost of Sparta, хоча на той час уже не був співробітником Sony. У 2010 році він почав працювати в Avalanche Studios Group над новою грою за мотивами франшизи «Шалений Макс». Барлоґ залишив Avalanche у січні 2012 року і приєднався до Crystal Dynamics як директор Tomb Raider, перезапуску однойменної серії, але через певні обставини був змушений стати директором сінематиків. Окрім цього він також працював над неоголошеним проєктом Crystal Dynamics. Барлоґ залишив студію у квітні 2013 року, а в серпні заявив, що повернувся до Santa Monica Studio.
У 2014 році Барлоґ почав працювати над God of War (2018) як ігровий директор та співсценарист. God of War отримала загальне визнання і звання «Гри року» від багатьох видань та на церемоніях нагородження. За свою працю Барлоґ отримав нагороду за «Найкращий ігровий напрямок» на церемонії The Game Awards і премію Гільдії сценаристів Америки за «Видатні досягнення в написанні відеоігор». Він також написав передмову до новелізації гри, написаної його батьком Джеймсом. У вересні 2021 року було повідомлено, що Барлоґ є продюсером God of War Ragnarök і працює над іншими неоголошеними проєктами Sony.

## Праці
| Рік  | Назва                                      | Обов'язки                   | Студія                        |
| ---- | ------------------------------------------ | --------------------------- | ----------------------------- |
| 1999 | Requiem: Avenging Angel                    | аніматор                    | Cyclone Studios               |
| 1999 | Crusaders of Might and Magic               | аніматор                    | The 3DO Company               |
| 2000 | X-Men: Mutant Academy                      | аніматор                    | Paradox Development           |
| 2000 | Rock 'Em Sock 'Em Robots Arena             | аніматор                    | Paradox Development           |
| 2001 | X-Men: Mutant Academy 2                    | аніматор                    | Paradox Development           |
| 2002 | X-Men: Next Dimension                      | провідний аніматор          | Paradox Development           |
| 2003 | Backyard Wrestling: Don't Try This at Home | провідний аніматор          | Paradox Development           |
| 2005 | God of War                                 | провідний аніматор          | SCE Studio Santa Monica       |
| 2007 | God of War II                              | ігровий директор, сценарист | SCE Studio Santa Monica       |
| 2008 | God of War: Chains of Olympus              | сценарист                   | SCE Studio Santa Monica       |
| 2009 | Lucidity                                   | креативний директор         | LucasArts                     |
| 2010 | God of War III                             | початкові дизайн та сюжет   | SCE Studio Santa Monica       |
| 2010 | God of War: Ghost of Sparta                | сценарист                   | SCE Studio Santa Monica       |
| 2011 | Happy Feet Two: The Video Game             | креативний директор         | KMM Interactive Entertainment |
| 2013 | Tomb Raider                                | директор сінематиків        | Crystal Dynamics              |
| 2018 | God of War                                 | ігровий директор, сценарист | Santa Monica Studio           |
| 2022 | God of War Ragnarök                        | продюсер                    | Santa Monica Studio           |